# Záliv Fundy

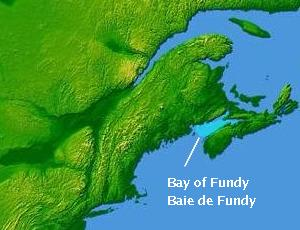
Záliv Fundy na východním pobřeží Severní Ameriky)

Záliv Fundy (Bay of Fundy) leží na pobřeží Severní Ameriky s Atlantským oceánem v severovýchodní části Mainského zálivu (Gulf of Maine) na pomezí kanadských provincií New Brunswick a Nové Skotsko dotýkající se malou částí i amerického státu Maine. Záliv je známý zejména pro vysoký rozdíl výšek hladiny mezi přílivem a odlivem a je spolu se zálivem Ungava Bay v severním Quebecu a ústím řeky Severn považován za místo vůbec největšího (vertikálního) přílivu. Jméno „Fundy“ pochází z 16. století, když Portugalci nazvali záliv jako „Rio Fundo“ nebo „Deep river“.

## Příliv
Pověsti vyprávějí o obrovské velrybě, která šplouchá vodu a způsobuje tím neobvyklé slapové jevy, ovšem oceánografové jev přisuzují přílivové rezonanci způsobené z náhodného načasování: Čas, který zabere přílivové vlně odebrat se od ústí zálivu na pobřeží a zpět, je prakticky stejný jako čas od jednoho přílivu k dalšímu. Během 12,4hodinové přílivové periody 115 miliard tun vody proudí směrem ven a dovnitř zálivu.
Statistiky vydané Kanadskou hydrografickou službou (The Canadian Hydrographic Service) přišly s měřeními, které určily průměrnou výšku přílivu pro záliv Fundy na 17 metrů. Největší vůbec zaznamenaný příliv v zálivu Fundy v Minasském ústí byl zaznamenán v noci ze 4. na 5. října 1869 během hurikánu pojmenovaném Saxby Gale. Úroveň hladiny stoupla o 21,6 metrů díky kombinaci silného větru, neobvykle nízkého atmosférického tlaku a skočného přílivu.
Plánuje se využití přílivu k výrobě elektrické energie, první experimentální turbína byla v provozu od listopadu 2016 do dubna 2017.